# 太谷西站
太谷西站，位于中华人民共和国山西省晋中市太谷区水秀乡六门村，是大西高速铁路上的高铁站，2013年完工、于2014年7月1日启用营运，由太原局集团介休车务段管辖。本站是山西省第八大高铁车站，大西客运专线第十大车站。

## 歷史
- 2014年7月1日，隨著大西客运专线太原－西安段通车启用[4]。

## 车站结构
本站布局为2台4线。
| 西北↑ |      |                                                            |  |
|       | 侧式 |                                                            |  |
|       | 2    | 到发线                                                     |  |
| Ⅰ道   | 无   | （祁县东站）大西高速铁路 上行正线 往怀仁东站方向（晋中站） |  |
| Ⅱ道   | 无   | （祁县东站）大西高速铁路 下行正线 往西安北站方向（晋中站） |  |
|       | 1    | 到发线                                                     |  |
|       | 侧式 |                                                            |  |
| 东南↓ | 站房 | 进出站、接驳交通                                           |  |

## 旅客列车目的地
| 列车所属路局 | 目的地                                   |
| ------------ | ---------------------------------------- |
| 北京局集团   | 北京丰台、运城北                         |
| 太原局集团   | 宝鸡南、北京丰台、太原南、永济北、运城北 |
| 西安局集团   | 西安北、太原南                           |

## 車站周邊
- 太谷区水秀乡武家堡村村民委员会

## 外部連結
- 中国铁路客户服务中心（页面存档备份，存于）